# Guillermo Álvarez Pérez
Guillermo Álvarez Pérez (Cortegada, 1867 - Buenos Aires, 6 de octubre de 1929) fue un arquitecto y filántropo español gallego, afincado en Argentina.

## Trayectoria y obra
Emigró a Buenos Aires en 1885, para unirse allí a su padre Manuel Álvarez Vergara y su hermano Alfredo Álvarez Pérez. Trabajó como obrero de la construcción y se formó como arquitecto, realizando gran parte de su obra en la ciudad de Buenos Aires, específicamente en los barrios de San Cristóbal, Constitución, Monserrat y Balvanera. Construyó con su hermano Alfredo la Embajada de España en Buenos Aires, entre otras obras representativas del denominado Modernismo. Fue socio del Centro Gallego. Gracias a su amistad con el conde de Bugallal, donó para su natal Cortegada escuelas, juzgado de paz, correos y telégrafos y carreteras. Contribuyó a sufragar los gastos de estas instalaciones, principalmente la construcción del edificio del Ayuntamiento, juzgado, escuelas y viviendas para maestros. En su testamento dejó 100.000 pesetas para repartir entre los pobres del ayuntamiento, 150.000 para edificación de una Casa consistorial escolar y 3.000 pesetas para arreglo de la plaza. Fue condecorado por Alfonso XIII con la Gran Cruz de Isabel la Católica.

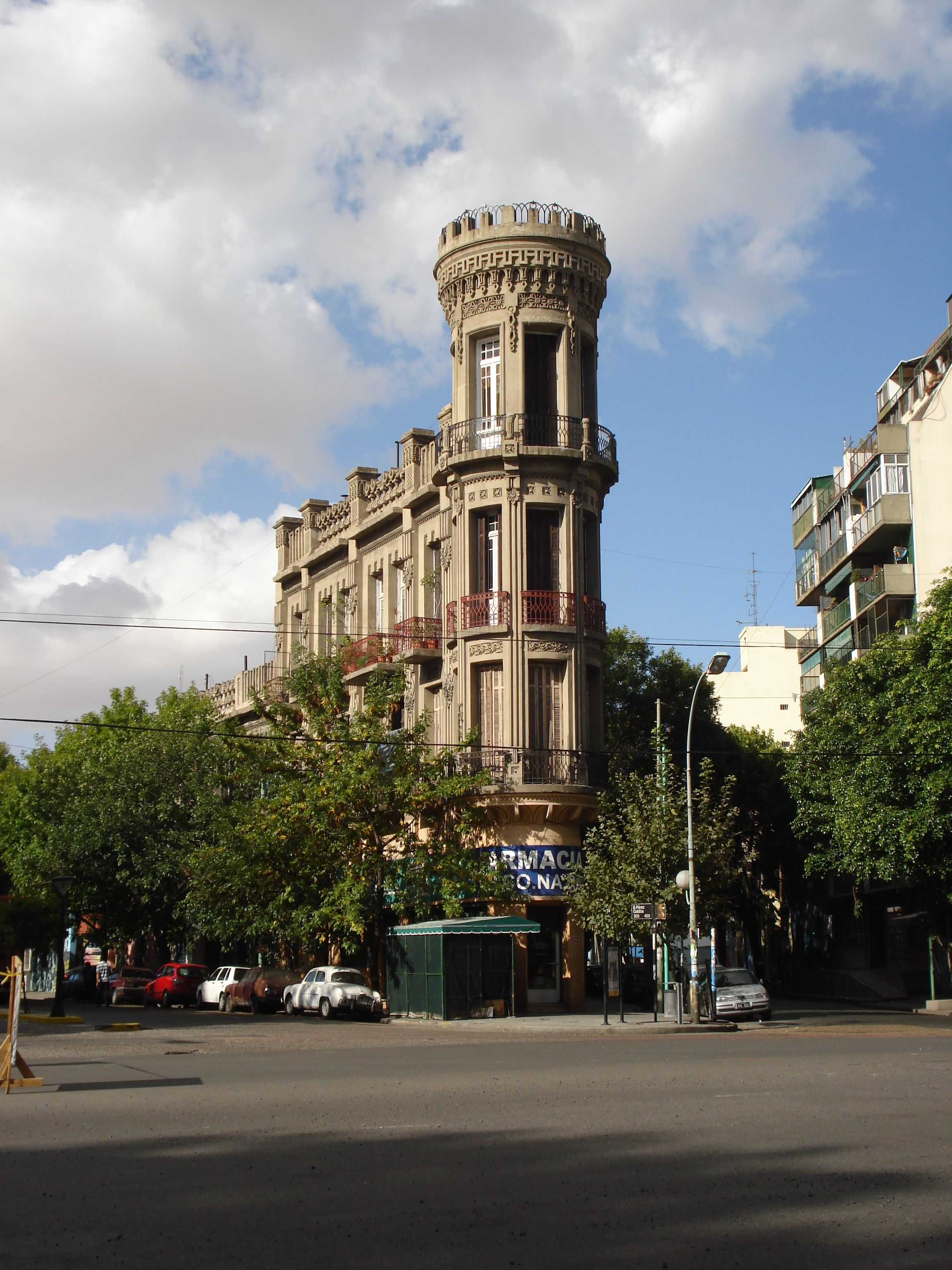
Casa del Fantasma, obra destacada del arquitecto, construida entre 1915-1923, ubicada en Avda Benito Pérez Galdos 390, Buenos Aires.

En la ciudad de Buenos Aires realizó una serie de obras de diversas escalas. Son especialmente destacables la denominada "Torre del fantasma", en el barrio de La Boca, el Hotel Delicia (ubicado en Solis 1449), y el edificio de viviendas ubicado en Avenida Entre Ríos 974, construido en 1930. Su obra se caracteriza por un estilo marcadamente personal, con recurrencia de ciertos remates y ornamentos únicos.
En Cortegada, hay una calle con el nombre de Hermanos Álvarez. En homenaje a su aporte, se construyeron unos jardines, donde instalaron un busto, obra de Francisco Asorey.